# ويل جوردان
ويل جوردان (بالإنجليزية: Will Jordan)‏‏ (27 يوليو 1927 - 6 سبتمبر 2018) هو ممثل شخصية وستاند أب كوميدي أمريكي، وقد اشتهرَ بقدرته على القيام بأمور خارقة لإد سوليفان، وكانَ ويل صديقًا للكاتب الكوميدي ليني بروس، حيثُ تأثرَ به مُبكرًا.

## روابط خارجية
- ويل جوردان على موقع IMDb (الإنجليزية)
- ويل جوردان على موقع ألو سيني (الفرنسية)
- ويل جوردان على موقع ميوزك برينز (الإنجليزية)
- ويل جوردان على موقع أول موفي (الإنجليزية)
- ويل جوردان على موقع قاعدة بيانات برودواي على الإنترنت (الإنجليزية)
- ويل جوردان على موقع قاعدة بيانات الأفلام السويدية (السويدية)
- ويل جوردان على موقع قاعدة بيانات الفيلم (الإنجليزية)
- ويل جوردان على موقع كينوبويسك (الروسية)